# Caritas
A Caritas Internacional (Caritas Internationalis) é uma confederação de 165 organizações humanitárias da Igreja Católica que atua em mais de duzentos países.
Coletiva e individualmente a sua missão é trabalhar para construir um mundo melhor, especialmente para os pobres e oprimidos.

## História

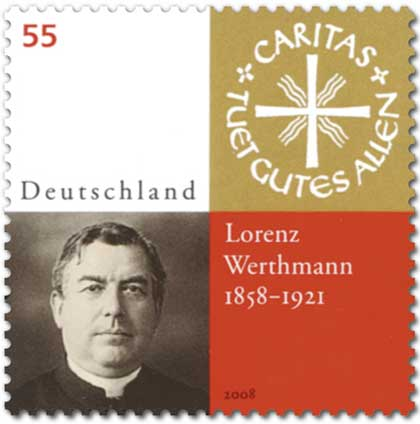
Fundador da Caritas Alemanha

A primeira organização da Caritas foi estabelecida em Friburgo, Alemanha, em 1897. Outras organizações nacionais da Caritas foram formadas ao fim de pouco tempo na Suíça (1901) e nos Estados Unidos (Catholic Charities, 1910).
Em julho de 1924, durante o Congresso Eucarístico Mundial em Amsterdão, 60 delegados de 22 países formaram uma conferência, com sede na Caritas Suíça em Lucerna. Em 1928, a conferência passou a ser conhecida como a Caritas Catholica. Os delegados encontravam-se de dois em dois anos até ao início da Segunda Guerra Mundial, altura em que todas as actividades foram suspensas.
O trabalho foi retomado em 1947, com a aprovação do Secretariado de Estado, e reuniram-se duas conferências em Lucerna para coordenar a ajuda e a colaboração. Foi dado um apoio suplementar à Caritas quando o Secretariado de Estado lhe confiou a representação oficial de todas as organizações de apoio social a nível internacional, especialmente junto das Nações Unidas.
O ano santo de 1950 viu o início de uma União de organizações da Caritas. Seguindo uma sugestão do Monsenhor Montini, então Secretário de Estado substituto, e posteriormente, do Papa Paulo VI, realizou-se em Roma uma semana de estudo, com participantes de 22 países, para examinar os problemas do trabalho cristão da Caritas. Tomou-se nessa altura a decisão de criar uma conferência internacional de organizações católicas de caridade.
Em dezembro de 1951, após a aprovação dos estatutos pela Santa Sé, teve lugar a primeira Assembleia Geral constitutiva da Caritas Internacional. Os membros fundadores vieram de organizações da Caritas de 13 países: Alemanha, Áustria, Bélgica, Canadá, Dinamarca, Espanha, Estados Unidos, França, Holanda, Itália, Luxemburgo, Portugal e Suíça. A Igreja descreve a Caritas como sua voz oficial "com relação a seus ensinamentos na área de ação social".
Em 1954 a Confederação mudou o nome para Caritas Internationalis para refletir a presença internacional crescente dos membros da Caritas em todos os continentes. Hoje, a confederação é uma das maiores organizações humanitárias do mundo.
Em 2015, a Confederação tinha 164 membros, trabalhando em mais de 200 países e territórios. Seu Secretariado Geral está localizado no Palazzo San Callisto, na Cidade do Vaticano. Seu atual presidente é Tarcisius Isao Kikuchi, S.V.D., Arcebispo de Tóquio, e o Secretário Geral é Alistair Dutton.
Em conjunto, regem-se pela doutrina social da Igreja e orientam a sua acção de acordo com os imperativos da solidariedade, dando resposta às situações mais graves de pobreza, exclusão social e situações de emergência em resultado de catástrofes naturais ou calamidade pública.

## Agências da Caritas
A lista completa das organizações da Caritas inclui:

### África subsaariana
45 agências nacionais.

### Ásia
23 agências nacionais, incluindo:
- Filipinas - Caritas Manila;
- Hong Kong - Caritas Hong Kong, gerida pela Diocese Católica de Hong Kong;
- Caritas Indonésia - Arquidiocese de Semarang - Karitas Indonesia-Keuskupan Agung Semarang, gerida pela Arquidiocese de Semarang;
- Macau - Caritas Macau, gerida pela Diocese de Macau.
- Vietnã - Caritas Vietnã
- Índia - Caritas Índia

### Europa
48 agências nacionais, incluindo:
- Áustria
- Bósnia e Herzegovina
- Croácia
- Inglaterra e País de Gales - onde há duas agências da Caritas: CAFOD e Caritas - Social Action
- Alemanha
- Irlanda - onde a agência da Caritas é a Trócaire
- Polónia
- Portugal - A Cáritas Portuguesa é a federação nacional das 20 Cáritas Diocesanas distribuídas pelo território continental e regiões autónomas dos Açores e da Madeira.
- Escócia - onde a agência da Caritas é a SCIAF
- Suíça
- Holanda - onde a agência da Caritas é a CORDAID

### América Latina e Caribe
Na América Latina e no Caribe, está estabelecida a Cáritas Latinoamérica y Caribe. Nessa região há 32 agências nacionais, dentre as quais se incluem:
- Argentina - Cáritas Argentina
- Bolívia - Cáritas Boliviana
- Brasil - Cáritas Brasileira
- Chile - Caritas Chile
- Colômbia - Caritas Colombia
- Peru - Caritas do Peru
- Venezuela - Caritas da Venezuela

### Médio Oriente e Norte de África
17 agências nacionais

### América do Norte
4 agências nacionais, incluindo:
- Estados Unidos - Catholic Relief Services
- EUA - Catholic Charities USA
- EUA - Catholic Campaign for Human Development
- Canadá - Développment et Paix/Development and Peace - Caritas Canada

### Oceania
6 agências nacionais, incluindo:
- www.caritas.org.au - Caritas Austrália